# 国民重建
国民重建（羅馬化：Ethnikí Dimiourgía）是希腊的政党联盟，2022年5月由重建希腊和新右翼合并而成，2023年5月议会选举失利后解散。

## 历史
该政党联盟创建于2022年5月，由萨诺斯·齐梅罗斯领导，自我定位为以公民为中心的政治运动，其核心纲领强调重建希腊国家机构。
该联盟最初于2021年初以“重建”（Δημιουργία）之名成立，由萨诺斯·齐梅罗斯领导的重建希腊和法伊奥斯·克腊尼迪奥蒂斯领导的新右翼合并组建。此后，康斯坦丁诺斯·波格丹诺斯于2021年10月5日被新民主党开除党籍后，创建了政治运动国民和谐（Εθνική Συμφωνία）。国民和谐随后与重建党合并，新政党联盟命名为国民重建。联盟成立仪式于2022年5月18日正式举行，齐梅罗斯出任领导人。同年8月10日，波格丹诺斯因“行为不当且违反职业道德”被国民创生开除党籍，随后创建其个人政党变革爱国力量党。
2023年5月希腊大选中，该联盟仅获得0.81%的选票，未能进入议会，萨诺斯·齐梅罗斯宣布辞去国民创生及重建希腊党主席职务，永久退出政坛。鉴于此，联盟决定不再参与后续选举并宣告解散。

## 意识形态与领导层
该联盟自我定位为右翼，在延续重建希腊与新右翼两党政治路线的基础上，推行融合保守主义与自由主义理念的政策，强调自由市场经济，同时聚焦反移民及反共产主义立场。齐梅罗斯曾指认希腊共产党具有危险性，并主张予以取缔。该党亦将伊斯兰教定性为安全威胁。该联盟宣称尊重同性恋群体，但对LGBTQ+群体的婚姻与收养权持保守立场，党主席未完全排斥相关权利，但副主席公开反对此类改革。此外，该联盟展现强硬反腐败姿态，支持法治原则、政教分离，并主张通过数字化治理提升政府效能与透明度。重建希腊自身奉行大西洋主义与欧洲联邦主义，但其选举联盟采取温和疑欧立场。

## 选举结果

### 希腊议会
| 选举      | 希腊议会 | 希腊议会 | 希腊议会   | 希腊议会 | 希腊议会 | 排名   | 地位   | 领导人          |
| 选举      | 得票     | 得票率   | 得票率变化 | 席位     | 席位变化 | 排名   | 地位   | 领导人          |
| --------- | -------- | -------- | ---------- | -------- | -------- | ------ | ------ | --------------- |
| 2023年5月 | 48,087   | 0.81%    | 新政党     | 0 / 300  | 新政党   | 第10名 | 议会外 | 萨诺斯·齐梅罗斯 |